# Jugendbildungsstätte Kurt Löwenstein
Koordinaten: 52° 39′ 36,7″ N, 13° 47′ 33″ O
Die Jugendbildungsstätte Kurt Löwenstein e. V. ist eine Bundesbildungsstätte der Sozialistischen Jugend Deutschlands – Die Falken in Brandenburg/Werftpfuhl bei Berlin, die Seminare der außerschulischen politischen Bildung durchführt.

## Baudenkmal

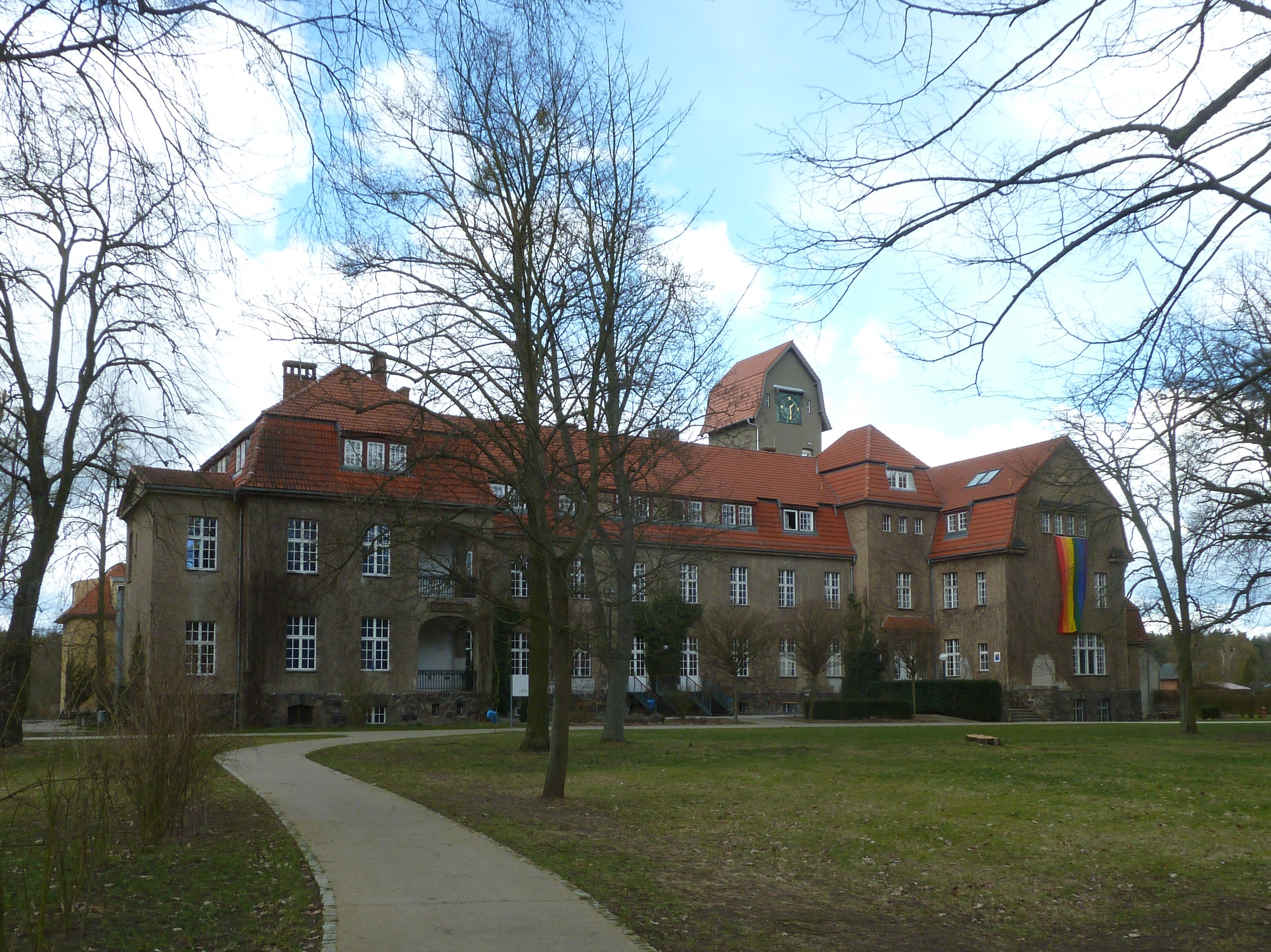
Gebäude

Die Jugendbildungsstätte nutzt die unter Denkmalschutz stehenden Gebäude des ehemaligen Waisenhauses „Johannaheim“, das vom Berliner Unternehmer und Besitzer des Ritterguts Hirschfelde, Eduard Arnhold, 1907 als Waisenheim für junge Mädchen gestiftet und nach seiner Ehefrau Johanna Arnhold geb. Arnthal benannt wurde. Das repräsentative Gebäude wurde von dem Berliner Architekten Paul Baumgarten konzipiert, zugleich entstand eine Parkanlage mit Nutzgarten unter Einfluss des Jugendstils. Das Johannaheim zeichnete sich durch eine fortschrittliche und an künstlerischer Betätigung orientierte Pädagogik aus. Es verfügte über eine eigene Schule. Bekannteste Schülerin war die spätere Schauspielerin Brigitte Helm, die der Regisseur Fritz Lang bei einer Privataufführung von William Shakespeares Ein Sommernachtstraum auf der Naturbühne in Arnholds Gutspark in Hirschfelde entdeckte und der er in seinem Film Metropolis die Hauptrolle gab.
In der bis 1923 andauernden Hochinflation wurde der Stiftung die finanzielle Grundlage entzogen, so dass das Waisenheim 1929 die Gebäude verlassen und in eine kleinere Behausung in Potsdam umziehen musste. Der Berliner Bezirk Reinickendorf betrieb hier anschließend ein Kinderheim und die Waisenschule, an der in den 1930er Jahren auch der Reformpädagoge Adolf Reichwein unterrichtete.
Zwischen 1951 und 1958 wurden die Gebäude des Johannaheims als Jugendwerkhof Werftpfuhl genutzt. Ab 1959 dienten sie unter der Leitung von Reiner Werner als Spezialheim für psychisch geschädigte Kinder mit angeschlossener Heimschule. Von 1964 bis 1990 war darin das zum Kombinat der Sonderheime für Psychodiagnostik und pädagogisch-psychologische Therapie gehörige Heim Werftpfuhl untergebracht.

## Übernachtungsmöglichkeiten und Ausstattung
Es sind 120 Plätze in Einzel-, Doppel- und Mehrbettzimmern jeweils mit Dusche und WC vorhanden. Schulen, Oberstufenzentren, Jugendverbände nutzen die Einrichtung ebenso wie die Friedrich-Ebert-, Rosa-Luxemburg- und die Heinrich-Böll-Stiftung. Chöre, Orchester, Gewerkschaften, Freiwillige im Sozialen Jahr mit Trägern wie dem DRK Brandenburg und der Landesvereinigung für kulturelle Jugendbildung Berlin/Brandenburg gehören zu den Belegungen.

## Schwerpunkte der Bildungsarbeit
Schwerpunkte der Bildungsarbeit sind Wochenseminare mit Ober-, Sekundar-, Gesamt- und Grundschülern aus Berlin und Brandenburg, Wochenendseminare mit Jugendfreizeiteinrichtungen, Bildungsurlaubsseminare mit Auszubildenden, internationale Begegnungen, Fortbildungen für Ehrenamtliche der Jugendhilfe. Zielgruppe sind bildungsbenachteiligte junge Menschen.
Thematisch werden vor allem politische und soziale Fragen angegangen, wie „konstruktive Konfliktbewältigung, Antirassismus-Trainings, Demokratie und Partizipation, Lebens- und Berufsorientierung, Bewerbungstraining, geschlechtsspezifische Rollenbilder, Süchte und Europa“.

## Grundlage der Bildungsarbeit
Die Bildungsarbeit der Jugendbildungsstätte Kurt Löwenstein e. V. beruht auf pädagogischen Erfahrungen der Falkenbewegung. Kurt Löwenstein engagierte sich als Neuköllner Stadtschulrat und Vorsitzender der „Reichsarbeitsgemeinschaft der Kinderfreunde“ in der Weimarer Republik für Kinderrechte und eine grundlegende Schulreform.